# Лиг (Канал об Сочи)
Лиг (словен. Lig, итал. Liga di Canale) је насељено место у општини Канал об Сочи, Горишка регија, Словенија.

## Историја
До територијалне реорганизације у Словенији био је у саставу старе општине Нова Горица.

## Становништво
У попису становништва из 2011. године, Лиг је имао 123 становника.
| Број становника према пописима | Број становника према пописима | Број становника према пописима |
| ------------------------------ | ------------------------------ | ------------------------------ |
| 1991                           | 2002                           | 2011                           |
| 177                            | 143                            | 123                            |

Напомена: Године 2007. извршена је мања размена територија између насеља Горења вас и Лиг.